# توبي تشارلز
توبي تشارلز (بالإنجليزية: Toby Charles)‏ هو مقدم تلفزيوني وصحفي ومعلق رياضي بريطاني، ولد في 1940 في ويلز في المملكة المتحدة.